# Dorfkirche Uenglingen

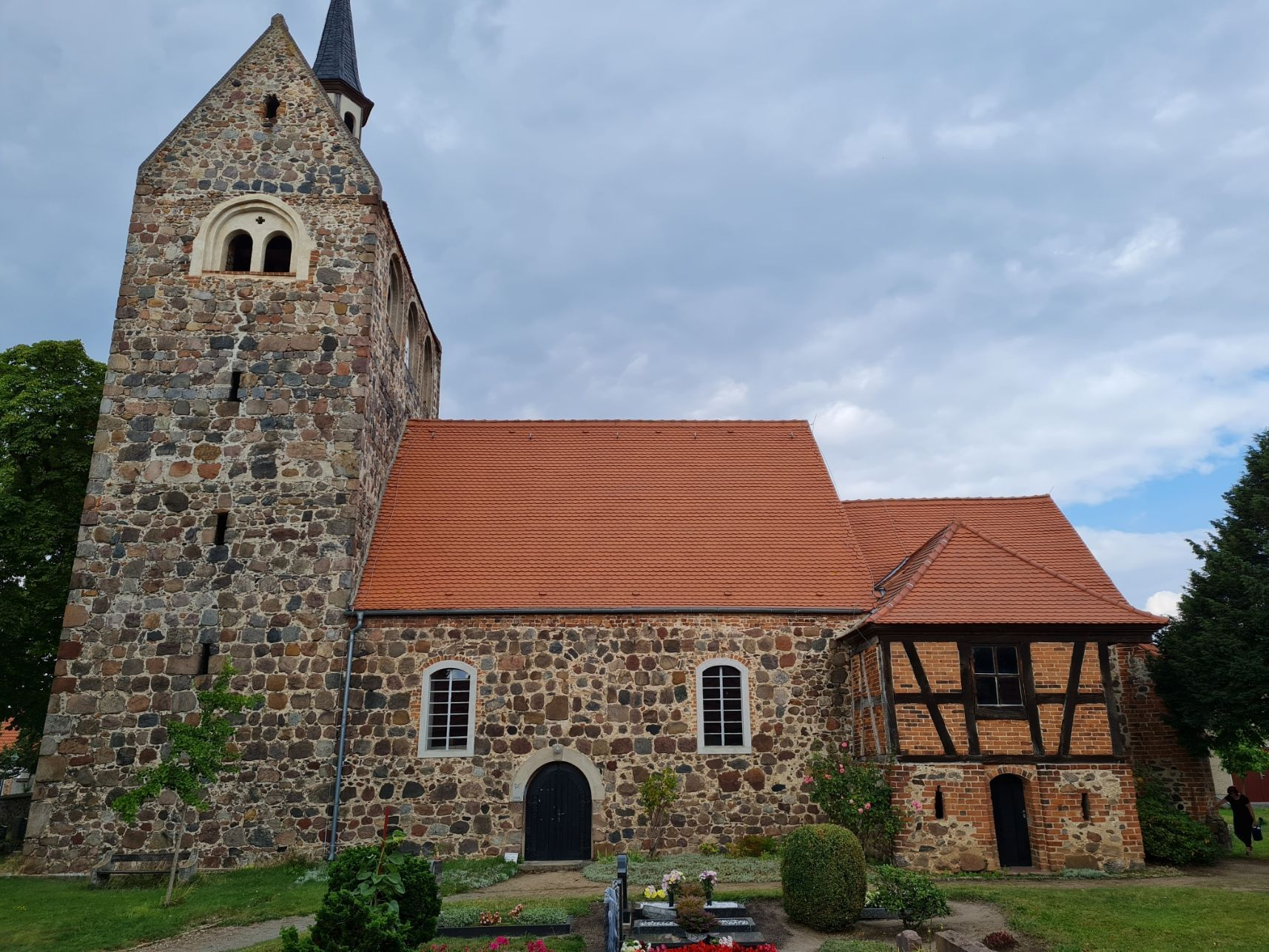
Dorfkirche Uenglingen

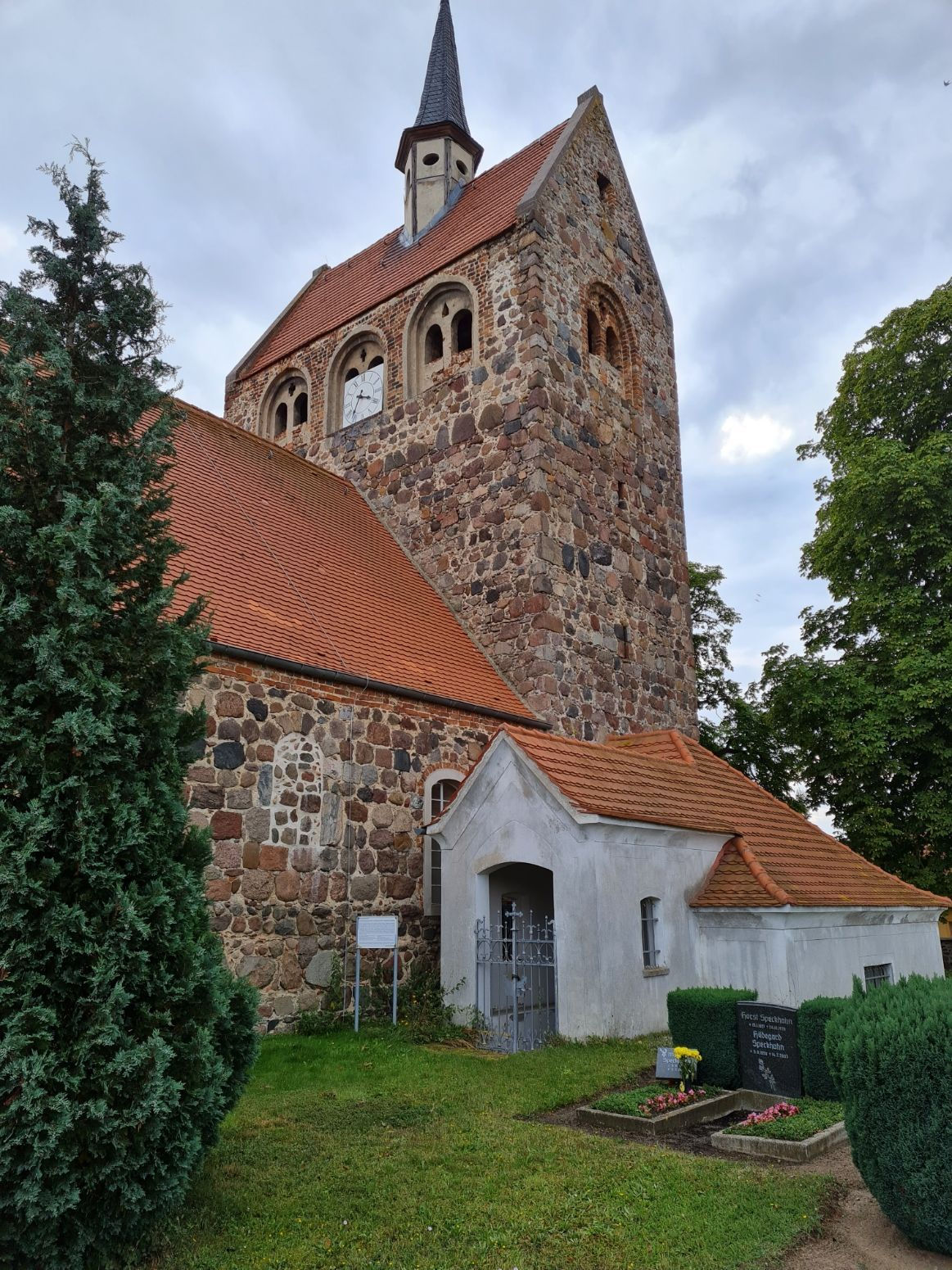
Nordostansicht mit Gruft

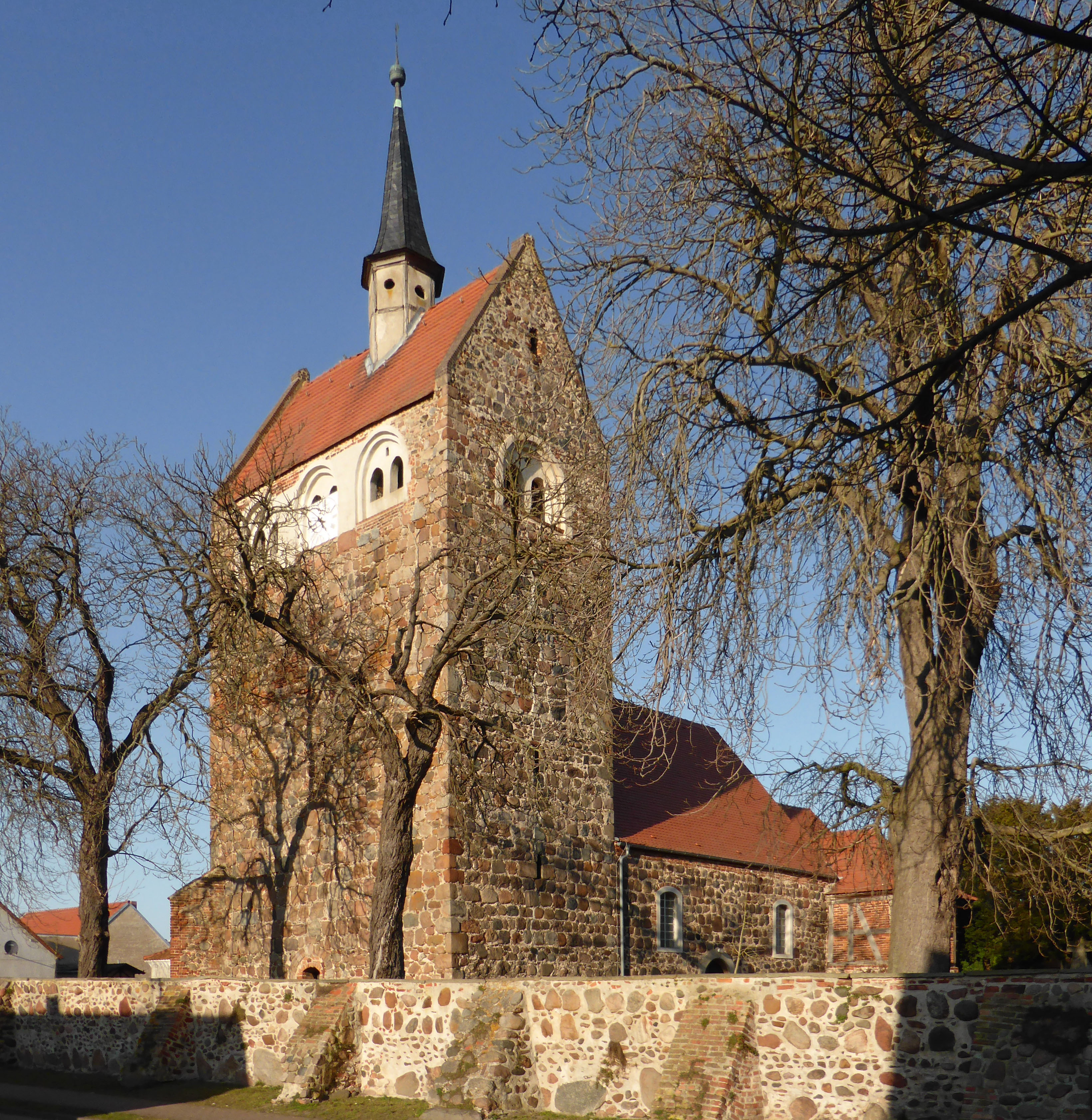
Südwestansicht

Die evangelische Dorfkirche Uenglingen ist eine romanische Saalkirche im Ortsteil Uenglingen von Stendal im gleichnamigen Landkreis in Sachsen-Anhalt. Sie gehört zum Pfarrbereich Möringen-Uenglingen im Kirchenkreis Stendal der Evangelischen Kirche in Mitteldeutschland.

## Geschichte und Architektur
Die geostete Kirche ist eine romanische Saalkirche aus Feldstein mit einem eingezogenen quadratischen Chor und einem stattlichen Westquerturm, die vermutlich gegen Ende des 12. Jahrhunderts erbaut wurde. Im 15. Jahrhundert wurden der Chor eingewölbt und die Strebepfeiler aus Backstein an den Chorecken hinzugefügt. Der Turm ist mit einem Satteldach abgeschlossen und trägt einen barocken Dachreiter. Im Glockengeschoss sind gekuppelte Schallöffnungen aus Backstein in rundbogigen Nischen, jeweils drei auf Ost- und Westseite und je eine auf den Schmalseiten, eingebaut.
Die Korbbogenfenster in Schiff und Chor wurden in den Jahren 1709–1720 eingebrochen. Vermutlich gleichzeitig wurde der zweigeschossige Anbau an der südlichen Chorseite hinzugefügt; er enthält im Erdgeschoss in Backstein das ehemalige Bahrenhaus und darüber in Fachwerk die ehemalige Herrschaftsloge aus dem ersten Viertel des 18. Jahrhunderts. Das Schiff ist mit einer flachen Holzdecke aus dem 18. Jahrhundert abgeschlossen, die mit Engelsköpfen und vegetabilen Formen bemalt ist, vergleichbar mit der Stephanskirche Tangermünde. Ein runder Chorbogen gliedert den Raum. Ursprünglich war auch der Turm über einen mächtigen Rundbogen mit dem Schiff verbunden, dieser ist heute vermauert. Im Turm ist ein Quertonnengewölbe eingezogen, das Obergeschoss ist nur durch eine Treppe in der Mauerstärke der Südwand zu erreichen, deren Einstiegstür auf halber Höhe im Turminnern liegt.

## Ausstattung
Die unter dem Patronatsherrn August von Bismarck eingebaute Barockausstattung ist noch weitgehend erhalten. Dazu zählt ein prächtiger, mit Akanthusblattwerk verzierter Kanzelaltar in der Breite des Chores aus den Jahren 1709/1710. Der Kanzelkorb wird von einer knienden Engelsfigur gestützt und ist von Säulen mit Rankenwerk flankiert; darüber erhebt sich der gesprengte Giebel mit Engeln, die den kronenartigen Schalldeckel halten. Über den seitlichen Durchgängen sind Wappen angebracht.
Die Taufe aus Sandstein in runder Kelchform stammt aus dem Jahre 1465. Das Gestühl im Chor wurde im Jahr 1643 geschaffen. Die reich gegliederte Westempore ist mit Malereien in den rundbogigen Füllungen von 1695 versehen und wurde im Jahr 1911 restauriert. Ein Grabstein des Hans von Schwarzkopf († 1604) zeigt eine Relieffigur des Verstorbenen in Rüstung. Zwei Bronzeglocken von Yohartwich de Lippia (Lippstadt) aus dem Jahr 1503 und von Heinrich Abel Kramer aus Salzwedel von 1705 bilden das Geläut.
Die Kirche ist von einem Friedhof umgeben, der mit Feldsteinmauern mit zahlreichen Stützpfeilern eingefriedet ist und über ein spätgotisches Portal aus Backstein zugänglich ist.